# Cranioleuca subcristata
Cranioleuca subcristata е вид птица от семейство Furnariidae.

## Разпространение
Видът е разпространен в Колумбия и Венецуела.